# 스이바라정
스이바라정(水原町)은 니가타현 기타칸바라군에 속했던 정이다. 2004년 4월 야스다정, 교가세촌, 사사카미촌과 합병해 아가노시가 되었다. 

## 지리
니가타 현의 북동부에 위치하며 국도 49호가 남북으로 종단하여 국도 460호와 만난다. 시가지는 우에쓰 본선 스이바라역 주변에 집중되어 있고, 남부에는 전원 지대가 펼쳐진다.
마을 남서쪽은 아가노 강을 사이에 두고 니쓰 시와 접하고 있었다.
마을 남동쪽에 야스다 정, 사사가미 촌, 미카와 촌으로 둘러싸인 나루터가 존재하였으나 아가노 시의 탄생으로 해소되었다.

## 역사
- 1889년 4월 1일 - 정촌제 시행과 함께 스이바라정, 아노촌, 호리코시촌, 분다촌이 성립하였다.
- 1901년 - 스이바라정이 안노촌과 합병해 동사무소는 구 야스노무라 다이자모조에 설치되었다.
- 1955년 - 스이바라정이 호리코시촌, 분타촌과 합병하였다.
- 2004년 4월 1일 - 스이바라정, 야스다정, 교가세촌, 사사카미촌이 합병해 아가노시가 되었다.

## 교통

### 도로
- 국도 제49호선
- 국도 제290호선
- 국도 제460호선